# Vladimir Jankélévitch
Vladimir Jankélévitch [jankelevič] (31. srpna 1903 Bourges – 6. června 1985 Paříž) byl francouzský filosof a muzikolog, který před válkou působil v Praze a za války v odbojovém hnutí.

## Život
Pocházel z rodiny židovských intelektuálů, kteří utekli z Oděsy před pogromem, jeho otec překládal do francouzštiny německé filosofy a Freuda. Po maturitě v Paříži začal roku 1922 studovat filosofii na École normale supérieure a 1923 se seznámil s H. Bergsonem, který ho trvale ovlivnil. 1924 promoval u E. Bréhiera prací o Plotinovi a v letech 1927–1933 učil na Francouzském institutu v Praze, kde se věnoval také hudbě a vydal knihy o Lisztovi a o Bergsonovi. 1933 obhájil v Paříži doktorskou práci o pozdním Schellingovi a od roku 1936 byl profesorem v Toulouse a v Lille. Po obsazení Francie roku 1940 se připojil k hnutí odporu, po osvobození v roce 1944 byl hudebním redaktorem, od roku 1947 profesorem v Lille a od roku 1951 profesorem morální filosofie na pařížské Sorbonně. V roce 1947 se oženil a roku 1951 se mu narodila dcera Sophie. 1954 uveřejnil „První filosofii“, jedno ze svých hlavních děl, od roku 1963 přednášel i na Svobodné univerzitě v Bruselu a roku 1979 odešel do důchodu.

## Filosofie
| „ | Filosofovat znamená stavět se ke světu, jako kdyby nic nebylo samozřejmé. | “ |

Jankélévitchovo myšlení bylo trvale ovlivněno G. Simmelem a zejména Bergsonovou „filosofií života“. V mladším věku se zabýval Plotinem, německým idealismem i ruskou mystikou. V mravních otázkách je blíže Schelerovi než Kantovi a jeho důraz na jedinečnou osobu a na zvláštnost každé situace není blízký existencialismu, nýbrž personalismu.
| „                          | Morálka má vždy to poslední slovo. | “ |
| — Le paradoxe de la morale |                                    |   |

Jeho praktická filosofie je trvale poznamenána dlouholetou zkušeností života v podzemí a v odboji: po válce se zcela přestal věnovat německé filosofii i hudbě. Na rozdíl od existencialistů, kteří svobodu ztotožňovali s možností neomezené volby, chápe ji s Bergsonem jako angažování a jednání. Neděje se v rozvažování a v diskusi, nýbrž v odhodlaném a bezvýhradném rozhodnutí pro dobré, bez výmluv a filosofických pseudoproblémů. Jen prostota srdce a náklonnost je posledním kritériem dobrého jednání, protože všechny obecné myšlenkové modely neberou vážně skutečnou situaci. Upřímně jednající člověk tím dává najevo svoji svobodu a strhuje k ní i druhé.
| „ | Tolerance je jen provizorní věc. Umožňuje těm, kdo se rádi nemají, aby se snášeli, dokud se nebudou moci mít rádi. | “ |

Psal o mnoha mravně významných skutečnostech, jako je angažování, nevinnost a zloba, lež, paradox a morálka, vážnost a odpuštění. Do diskuse o promlčení válečných zločinů vstoupil knížkou „Odpuštění“, kde vysvětluje, že holokaust byl projev téměř nadpřirozené, „čisté a ontologické zloby“. Nepronásledoval totiž Židy kvůli nějakému jednání, ale protože jim chtěl upírat lidství, což rozhodně není možné promlčet. „Právníci nemají právo odpouštět jménem mrtvých obětí“.
| „         | Bůh nevstupuje do maličkostí. Ty nechává svému stvoření, aby poloviční svoboda člověka měla co dělat | “ |
| — La mort | |   |

Úběžníkem lidského života je smrt, o níž se ovšem podle Jankéléviče nedá říci téměř nic. Jenže právě „téměř nic“ (Presque-rien) je Jankélévičův pojem pro vzácné, nečekané a prchavé doteky s tím, co člověka i svět přesahuje. Také smrt nedává žádný smysl, a přece dává vážnost lidskému jednání a z ní plyne všechna dramatičnost lidského života i osudu.

## Hudba
Jankélévitch vydal 11 knih o svých oblíbených hudebnících, mezi něž patřili Ferenc Liszt, Gabriel Fauré, Maurice Ravel a Claude Debussy. Hudba pro něho nemá jen estetický, ale i obecně filosofický význam, protože vyjadřuje to, co Jankélévitch nazývá „Téměř-nic“ a „Nevím-co“ (Je-ne-sais-quoi), a připomíná tak člověku jeho omezenost.

## Hlavní díla
- Henri Bergson. Paris, 1931.
- L’Odyssée de la conscience dans la dernière philosophie de Schelling. Paris, 1933.
- Valeur et signification de la mauvaise conscience. Paris, 1933.
- L’Ironie. Paris, 1936.
- L’Alternative. Paris, 1938.
- Maurice Ravel. Paris, 1939.
- Le Nocturne. Lyon, 1942.
- Du Mensonge. Lyon, 1942.
- Le Mal. Cahiers du Collège philosophique. Paris, 1947.
- Traité des vertus. Paris, 1949.
- Philosophie première. Introduction à une philosophie du presque. Paris, 1954.
- L’Austérité et la vie morale. Paris, 1956.
- Le Je-ne-sais-quoi et le Presque-rien. Paris, 1957.
- Le Pur et l’Impur. Paris, 1960.
- La Musique et l’Ineffable. Paris, 1961.
- L’Aventure, l’Ennui et le Sérieux. Paris, 1963.
- La Mort. Paris, 1966.
- Le Pardon. Paris, 1967.
- La vie et la mort dans la musique de Debussy, Neuchâtel, 1968.
- Fauré et l’Inexprimable. De la musique au silence, Bd. 1. Paris, 1974.
- Debussy et le mystère de l’instant. De la musique au silence, Bd. 2., Paris, 1974.
- Liszt et la Rhapsodie: essai sur la virtuosité. De la musique au silence, Bd. 3, Paris, 1979.
- Le Paradoxe de la morale. Paris, 1981.
- Sources. Paris, 1984.

Posmrtná vydání
- La Musique et les Heures. Paris, 1988.
- Penser la Mort? Entretiens. Paris, 1994.
- Une vie en toutes lettres. Correspondance. Paris, 1995.
- Plotin, Ennéades I.3. Sur la dialectique. Paris, 1998.
- Philosophie morale. Paris, 1998.
- Cours de philosophie morale. Paris, 2005.

### Česky
- Odpuštění. Praha: MF 1996
- Ravel. Bratislava: Opus 1990